# Berend Giltay
Berend Giltay (Hilversum, 15 juni 1910 – Utrecht, 20 maart 1975) was een Nederlands componist en violist/altist.
Hij was zoon van meubelmaker en kunstschilder (van bloemen en Brugge) Willem Giltay en Frouwke Edens en een broer van kunstschilder Frits Giltay. Hij trouwde in 1939 met Anna Auguste Elsbeth (Els) Schiedeck. Hij woonde enige tijd in Duitsland, waar ook zijn vioolconcert tot stand kwam.
Zijn muzikale opleiding kreeg hij van Dick Waleson (viool en altviool), Tom Andriessen (muziektheorie) en Henk Badings (contrapunt). Het componeren bracht hij zichzelf bij. Wel studeerde hij nog elektronische muziek aan de Rijksuniversiteit Utrecht. Zijn composities werden beschouwd als zijnde verlaat romantiek met dito orkestratie, klankkleur en klankwarmte.
Hij speelde van september 1951 jarenlang (alt)viool in het Utrechts Symfonie Orkest (of naamvarianten daarvan). Op 20 maart 1975 werd hij bij zijn voettocht naar huis uit Tivoli, waar hij meespeelde in de Matthäus-Passion van Johann Sebastian Bach, op de Maliesingel geschept door een politie-auto en overleed vrijwel direct. Een tweede Concert voor orkest werd daardoor niet voltooid.
Berend Giltay woonde voor korte tijd in 1938 in de Amsterdamse Johannes Verhulststraat, vernoemd naar componist Johannes Verhulst.
Werklijst:
- Phonoletten (elektronische muziek)
- Polychromie I (elektronische muziek, verscheen in 1978 op de elpee Anthology of Dutch electronic tape Music, volume 1)
- Concertouverture (1940; première door het USO onder leiding van Willem van Otterloo in het kader van Comité Maneto-concerten; jonge componisten)
- Vioolconcert (1950, première in Bad Pyrmont door Alice Schönfeld
- Strijktrio (1953, première door het Noord Nederlands Trio)
- Blaaskwintet (1956)
- Romance per corne et pianoforte (1959, uitgevoerd door het Radio Kamerorkest met Ferdinand Koch
- Concert voor altviool en orkest (1959; première door de componist, het USO onder leiding van Frits Knol)
- Concert voor hobo en orkest (1959, voor Gé van Koten, hoboïst van het USO, zou richting de muziek van Paul Hindemith klinken)
- Concert voor orkest (1960, geschreven voor het Noordhollands Philharmonisch Orkest onder leiding van Henry Arends)
- Concertetudes voor altviool (1960)
- Strijkkwintet (1961)
- Twee duo’s voor twee violen (II uit 1966)
- Symfonie voor orkest (1962)
- Sinfonia piccola (1962, voor jeugdorkest)
- Kurucz változatok (1965/1966, voor het Omroeporkest en Henk Spruit)
- Concert voor twee violen en orkest (1967, première op 15 januari 1968; verscheen in op elpee in een uitvoering door Bouw Lemkes, Jeanne Lempkes-Vos (aan wie het is opgedragen) en het USO onder leiding van Paul Hupperts; klinkt richting Béla Bartók)
- Divertimento en elegie voor fluitensemble (1970 voor amateur musici)
- Symfonische variaties voor jeugdorkest (1970)
- Gosauer symfonie (1972, gecomponeerd in Gosau, geïnspireerd door Anton Bruckner, première door het USO onder leiding van David Zinman); delen Allegro-Scherzo-Larghetto-Finale; besteld door Cultuurfonds van BUMA en mogelijk gemaakt door een rijksstipendium
- Kosmochromie (1971, voor orkest en vier geluidsboxen)
- Vier miniaturen voor viool, klarinet en piano (1972)
- Polychromie II voor vier fluiten/fluitachtigen met toonband
- Cellosonate (cello solo, 1973)

- Gemeinsame Normdatei: 136556752
- International Standard Name Identifier: 0000 0000 5559 5460
- Library of Congress Control Number: no89007241
- MusicBrainz: 68a294d3-1837-40af-895b-4eba42b34d34
- Nationale Bibliotheek van Israël: 987007326816705171
- Nederlandse Thesaurus van Auteursnamen: 104259213
- Virtual International Authority File: 73408597
- WorldCat: E39PBJbCPRpB7gcwKhDfyHFBT3